# Pittore della Phiale

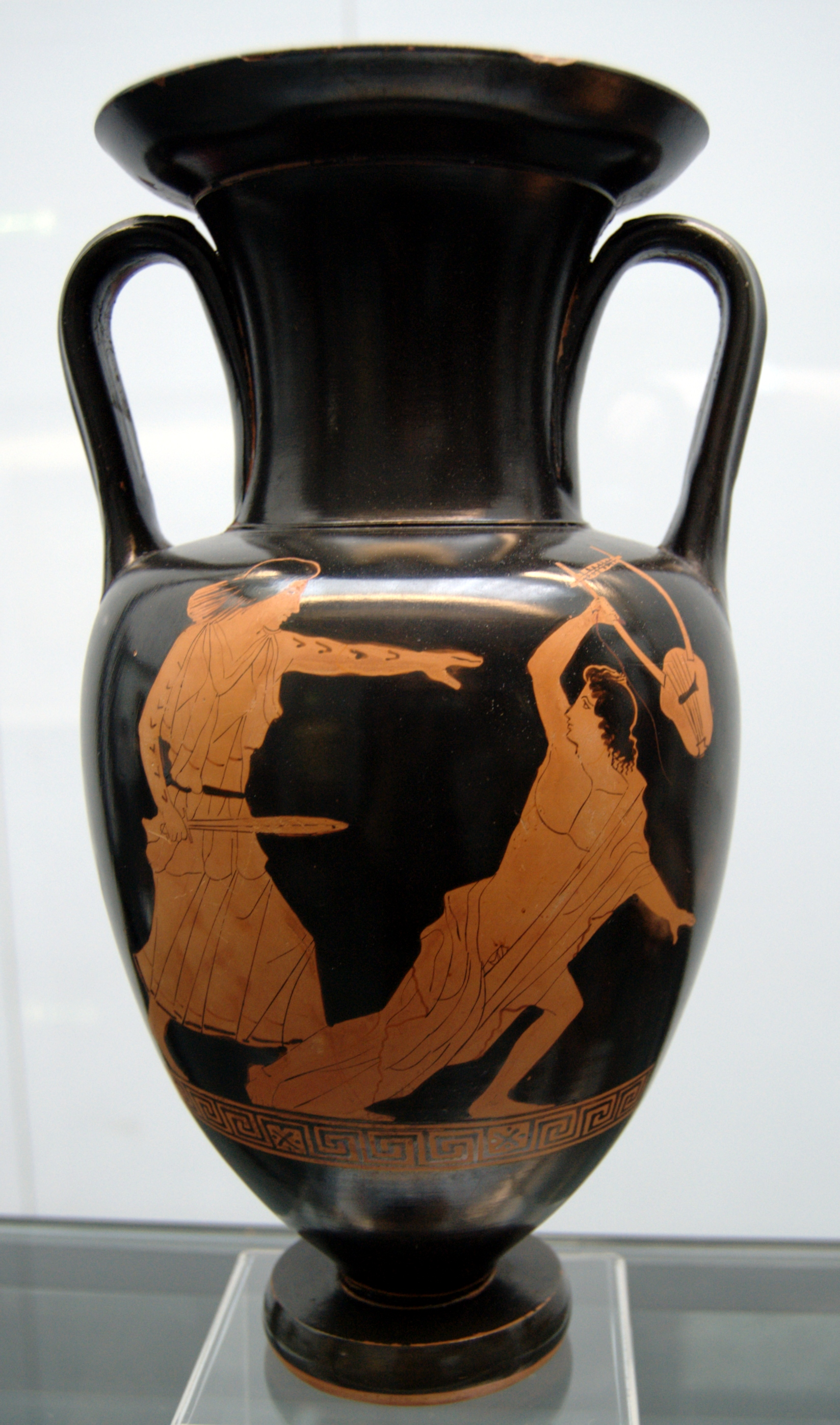
La morte di Orfeo dipinta su un'anfora nolana risalente a circa il 440 a.C. e attribuita al Pittore della Phiale, oggi conservata allo Staatliche Antikensammlungen di Monaco di Baviera.

Pittore della Phiale (fl. 460 a.C. / 430 a.C.) è il nome convenzionale assegnato a un ceramografo greco specializzato nella tecnica attica della ceramica a figure rosse.

## Stile e attività
Attivo attorno al 460-430 a.C., si ritiene che il Pittore della Phiale sia stato allievo del Pittore di Achille, a sua volta allievo del Pittore di Berlino. Contrariamente al suo maestro, però, il Pittore della Phiale amava dipingere scene narrative e aveva in generale una preferenza per le ceramiche di grandi dimensioni, come testimoniato dai due grandi crateri a calice a lui attribuiti e dipinti con la tecnica a fondo bianco, una rarità per quel tempo, che, seppur non molto noti, sono ritenuti essere ben più espressivi di quelli attribuiti al Pittore di Achille. Oltre a tali crateri a calice, sono stati attribuiti all'artista diversi lekythoi, molti dei quali dipinti con temi che potrebbero essere stati parzialmente influenzati dalle rappresentazioni teatrali sue contemporanee, come lascerebbe intendere il fatto che il nome più spesso utilizzato dal Pittore della Phiale per le iscrizioni kalós era quello di Eveone, figlio di Eschilo.
Il nome convenzionale di questo pittore è dovuto a una phiale, ossia un vaso rituale di forma circolare, con bordi bassi e senza piede o maniglie, che raramente veniva decorato con pitture, a lui attribuita.